# أكمية سفلية الانحناء
أكمية سفلية الانحناء (الاسم العلمي:Aechmea decurva) هي نوع من النباتات تتبع جنس الأكمية من الفصيلة البروميلية.